# التصميم عبر الأجيال
التصميم العابر للأجيال هو ممارسة تهدف إلى جعل المنتجات والبيئات متوافقة مع الإعاقات الجسدية والحسية المرتبطة بتقدم العمر والتي تحد من الأنشطة اليومية الأساسية.
تم ابتكار مصطلح "التصميم العابر للأجيال" عام 1986 من قبل أستاذ التصميم الصناعي في جامعة سيراكيوز جيمس ج. بيركل لوصف وتحديد المنتجات والبيئات التي تستوعب وتلبي احتياجات أوسع طيف من المستخدمين – من الشباب وكبار السن، إلى الأصحاء وذوي الإعاقات – دون الإضرار بأي فئة.
ظهر مفهوم التصميم العابر للأجيال من مشروع بحثي ممول اتحاديًا حول التصميم لكبار السن بعنوان "تسهيلات التصميم الصناعي: منظور عابر للأجيال". وقد أنتج المشروع في عام 1988 منشورين رائدين قدّما معلومات تفصيلية حول عملية الشيخوخة، وساهما في توعية محترفي التصميم الصناعي وطلاب التصميم بواقع التغيرات البشرية مع التقدم في العمر، كما قدما مجموعة مفيدة من الإرشادات والاستراتيجيات لتصميم منتجات تلبي الاحتياجات المتغيرة للأشخاص من جميع الأعمار والقدرات.

## نظرة عامة
يؤسس مفهوم التصميم العابر للأجيال أرضية مشتركة لأولئك الذين يسعون إلى دمج عاملَي العمر والقدرات المختلفة ضمن فئة المستهلكين. المبدأ الأساسي لهذا المفهوم هو أن جميع الناس، بما في ذلك كبار السن أو ذوو الإعاقات، لهم الحق المتساوي في العيش داخل مجتمع موحّد.
تعترف ممارسة التصميم العابر للأجيال بأن التقدم في العمر عملية مستمرة وديناميكية تبدأ منذ الولادة وتنتهي بالموت، وأنه خلال هذه العملية، يمر الإنسان عادةً بفترات من المرض أو الحوادث أو التراجع في القدرات الجسدية والحسية، مما قد يؤثر على استقلاليته وأسلوب حياته. ومع ذلك، فإن معظم الإصابات والإعاقات والقصورات الجسدية تحدث بشكل متكرر أكثر مع تقدم الإنسان في العمر وظهور آثار الشيخوخة البيولوجية.
وتوضح أربعة حقائق العلاقة بين العمر والضعف الجسدي والحسي:
- الشباب يصبحون كبار السن.
- الشباب يمكن أن يُصابوا بالإعاقة.
- كبار السن يمكن أن يُصابوا بالإعاقة.
- ذوو الإعاقة يتقدمون في العمر.

في جميع هذه الحالات، يتوقع المستهلكون أن تلبي المنتجات والخدمات احتياجاتهم وأن تعزز أسلوب حياتهم، سواء على المستوى الجسدي أو الرمزي. يركز التصميم العابر للأجيال على تلبية هذه الاحتياجات من خلال ما يسميه كاغان وفوغِل "عملية تطوير منتجات موجهة بالقيمة". ويشيرون إلى أن المنتج يُعتبر ذا قيمة بالنسبة للمستهلك إذا كان له تأثير قوي على أسلوب الحياة، ويحتوي على خصائص تمكينية وتصميمات مريحة وذات معنى، مما يؤدي إلى إنتاج منتجات "مفيدة، قابلة للاستخدام، ومرغوبة" خلال فترات الاستخدام القصيرة والطويلة من قبل جميع الفئات العمرية وأصحاب القدرات المختلفة.
يُصوَّر التصميم العابر للأجيال على أنه "استجابة واعية للسوق تجاه شيخوخة السكان، تلبي الحاجة إلى منتجات وبيئات يمكن أن يستخدمها الشباب وكبار السن على حد سواء، سواء في المعيشة أو في العمل ضمن بيئة واحدة."

## المنافع
يعود التصميم العابر للأجيال بالفائدة على جميع الأعمار والقدرات من خلال خلق انسجام بين المنتجات والأشخاص الذين يستخدمونها. فهو يلبي العوامل النفسية والفسيولوجية والاجتماعية المتوقعة والمرغوبة من قبل المستخدمين على اختلاف أعمارهم وقدراتهم، وتشمل:
- السلامة
- الراحة
- الملاءمة
- سهولة الاستخدام
- علم بيئة العمل (الإرجونوميا)
- التكيف

يعالج التصميم العابر للأجيال كل عنصر من هذه العناصر، ويستوعب احتياجات المستخدمين – بغض النظر عن العمر أو القدرات – من خلال توفير ملاءمة متعاطفة وسهولة استخدام غير معقدة. توفر هذه التصاميم وصولاً أكبر عبر تقديم خيارات أوسع ومتنوعة، مما يحافظ على استقلالية الفرد ويعزز جودة الحياة لجميع الفئات العمرية وأصحاب القدرات المختلفة، دون أن يكون ذلك على حساب أي مجموعة.
تقوم التصاميم العابرة للأجيال على مبدأ التكيف لا التمييز، والتعاطف لا الوصم. وتحقق ذلك عبر:
- ردم الفجوات بين مراحل الحياة المختلفة.
- الاستجابة لأوسع نطاق من الفروق الفردية.
- مساعدة الناس على البقاء نشيطين ومستقلين.
- التكيف مع التغيرات في الاحتياجات الحسية والجسدية.
- الحفاظ على الكرامة واحترام الذات.
- تمكين الأفراد من اختيار الوسائل المناسبة لإنجاز الأنشطة اليومية.

## التاريخ
ظهر مفهوم التصميم العابر للأجيال في منتصف ثمانينيات القرن العشرين بالتزامن مع ظهور مفهوم التصميم الشامل، الذي نشأ بدوره من حركة حقوق ذوي الإعاقة والمفاهيم السابقة المتعلقة بإزالة العوائق.
وعلى النقيض من ذلك، استمد التصميم العابر للأجيال جذوره من قانون منع التمييز على أساس العمر لعام 1975، الذي حظر "التمييز على أساس العمر في البرامج والأنشطة التي تتلقى مساعدات مالية اتحادية"، أو استبعاد الأشخاص، أو حرمانهم، أو تقديم خدمات مختلفة أو أقل جودة على أساس العمر.
وقد أثار الاهتمام السياسي والنقاش حول تعديلات القانون عام 1978، التي ألغت التقاعد الإجباري عند سن 65 عامًا، قضية الشيخوخة كموضوع رئيسي للسياسات العامة من خلال إدخالها إلى وعي المجتمع العام.

## الخلفية
في بداية ثمانينيات القرن العشرين، بدأت أقدم فئات السكان، التي عاشت فترة الكساد الكبير، تُستبدل بجيل "طفرة المواليد" الذي كان يقترب تدريجيًا من منتصف العمر ومن عتبة التقاعد. وقد أشارت أعدادهم المتزايدة إلى تغييرات ديموغرافية عميقة ستؤدي إلى اتساع مستمر لشريحة كبار السن حول العالم.
كما ساهمت التطورات في الأبحاث الطبية في تغيير الصورة النمطية عن الشيخوخة – من كونها مشكلة اجتماعية مرتبطة بالمرض والفقر والخرف، تعتمد حلولها على السياسات العامة – إلى واقع جديد يبرز شريحة من كبار السن النشطين الذين يمتلكون الطاقة والموارد والوقت لتسخيرها.
استجابةً لهذا الوعي المتزايد لدى المجتمع، بدأت وسائل الإعلام والسياسات العامة وبعض المؤسسات في إدراك التداعيات القادمة. خصصت مجلتا تايم ونيوزويك مواضيع على أغلفتهما بعنوان "شيخوخة أمريكا". كما بدأت محطات الإذاعة المحلية تستبدل موسيقى الروك آند رول بموسيقى تستهدف الأذواق الأكثر نضجًا. وخصصت مجلة Collegiate Forum (الصادرة عن Dow Jones & Co., Inc.) عدد خريف 1982 بالكامل لمقالات عن القوى العاملة المتقدمة في السن. كما أُقيم المؤتمر الوطني للأبحاث حول التكنولوجيا والشيخوخة، وبدأ مكتب التقييم التكنولوجي التابع لمجلس النواب الأمريكي دراسة موسعة حول تأثير العلوم والتكنولوجيا على كبار السن في الولايات المتحدة.
وفي عام 1985، وقعت المؤسسة الوطنية للفنون وإدارة شؤون المسنين وإدارة الإسكان الزراعي ووزارة الإسكان والتنمية الحضرية اتفاقية لتحسين تصميم المباني والمناظر الطبيعية والمنتجات والرسومات الموجهة لكبار السن، والتي شملت تطبيقات بحثية جديدة حول الشيخوخة، مع إدراك الإمكانات الكبيرة لجعل المنتجات أسهل في الاستخدام وأكثر جذبًا وربحية لهذه الفئة العمرية.

## التطور
في عام 1987، واعترافًا بتأثيرات شيخوخة السكان، أطلق قسم التصميم بجامعة سيراكيوز بالتعاون مع مركز علم الشيخوخة الجامعي ومركز تطوير التعليم مشروعًا متعدد التخصصات بعنوان "تسهيلات التصميم الصناعي: منظور عابر للأجيال". وقد استمر المشروع لمدة عام واحد، بدعم من منحة اتحادية، وجمع بين المعرفة المتخصصة في علم الشيخوخة والممارسة المهنية للتصميم الصناعي.
حدد المشروع "الجوانب الثلاثة للشيخوخة على أنها: فسيولوجية، اجتماعية، ونفسية"، وقسّم مسؤولية المصمم إلى اعتبارات جمالية، وتكنولوجية، وإنسانية. وقد أسس الترابط القوي بين الجوانب الفسيولوجية للشيخوخة والجوانب الإنسانية للتصميم الصناعي محور المشروع التعليمي، حيث صنفت الجوانب الفسيولوجية للشيخوخة ضمن العوامل الحسية والجسدية مثل الرؤية، السمع، اللمس، والحركة.
تمت ترجمة هذا الترابط إلى سلسلة من الجداول المرجعية التي ربطت العوامل الجسدية والحسية المرتبطة بالشيخوخة، وأُدرجت في مجموعة من الإرشادات التصميمية بهدف:
- توعية المصممين وطلاب التصميم بعملية الشيخوخة.
- تزويدهم بالمعرفة المناسبة حول هذه العملية.
- تلبية الاحتياجات المتغيرة لمجتمع متعدد الأجيال.

أنتج المشروع ونشر دليلين تعليميين – أحدهما مخصص للمدرسين، والآخر للمحترفين في مجال التصميم – يحتوي كل منهما على مجموعة مفصلة من "الإرشادات والاستراتيجيات لتصميم منتجات عابرة للأجيال". ووفقًا لشروط المنحة، تم توزيع هذه الأدلة التعليمية على جميع البرامج الأكاديمية للتصميم الصناعي المعترف بها من قبل الرابطة الوطنية لمدارس الفن والتصميم.

## التسلسل الزمني

### 1988
ظهر مصطلح "التصميم العابر للأجيال" لأول مرة بشكل علني من خلال شركة بريستول-مايرز في تقريرها السنوي، حيث جاء فيه: "يبدو أن اتجاه التصميم العابر للأجيال بدأ يلقى رواجًا في بعض المجالات"، مشيرًا إلى أن "التصميم العابر للأجيال يمتلك ميزة إضافية تتمثل في تجاوز الوصم المرتبط بكون المنتج مخصصًا لكبار السن".

### 1989
عُرضت نتائج مشروع المنحة الفيدرالية لعام 1987 لأول مرة في المؤتمر الوطني "استكشاف: الابتكارات التكنولوجية لفئة كبار السن"، الذي دعمته جزئيًا الجمعية الأمريكية للمتقاعدين والمعهد الوطني للشيخوخة. ركزت أعمال المؤتمر على "الجهود الحالية لمواجهة تأثير التكنولوجيا وشيخوخة السكان، وتحديد القضايا والمشكلات ذات التأثير الكبير، والأفكار المبتكرة، والحلول المحتملة".
في العام نفسه، قدّمت مجلة ديزاين نيوز اليابانية "المفهوم الجديد للتصميم العابر للأجيال للتعامل مع احتياجات السكان المتقدمين في العمر واستراتيجيته"، موضحة أن "تأثيره سيشعر به قريبًا جميع المؤسسات العالمية" وأنه "سيغير مسار ممارسات التعليم والتصميم الصناعي الحالية".

### 1990
طرحت شركة أوه اكس أوه أول مجموعة من 15 أداة مطبخ في السوق الأمريكية. ووصفت هذه الأدوات بأنها "أدوات مُصممة إرجونوميًا (مريحة)، وعابرة للأجيال، وضعت معيارًا جديدًا للصناعة ورفعت سقف توقعات المستهلكين فيما يتعلق بالراحة والأداء". وصرّح مؤسس الشركة، سام فربر، بأن "اتجاهات السكان تتطلب منتجات عابرة للأجيال، منتجات ستكون مفيدة طوال حياتك" لأنها "تمدد عمر المنتج ومواده من خلال توقع تجربة المستخدم بالكامل".

### 1991
ناقش العدد الخريفي من مجلة إدارة التصميم قضية "التصميم المسؤول" وقدّم مفهوم التصميم العابر للأجيال في مقال بعنوان "التصميم العابر للأجيال: استراتيجية حان وقتها". عرض المقال وصفًا للمفهوم وأسبابه وأمثلة على منتجات عابرة للأجيال، كما قدّم "رؤى حول فوائد هذا النهج وأهميته".

### 1993
سلط العدد الصادر في شهري أيلول–تشرين الأول من مجلة الجمعية الأمريكية للمتقاعدين الضوء على مفهوم التصميم العابر للأجيال في مقال بعنوان "هذا المنزل الجريء"، واصفًا تفاصيل وفوائد منزل مُصمم عابر للأجيال. وأشار المقال إلى أن "المقابض السهلة الإمساك، والعتبات المسطحة، وأحواض الغسل ذات الارتفاع القابل للتعديل ليست سوى البداية في أكثر المنازل سهولة في الوصول"، مما يمنح العائلات من جميع الأعمار والقدرات "ما يحتاجون إليه طوال حياتهم".
وفي تشرين الثاني، قُدّم مفهوم التصميم العابر للأجيال لمجتمع التصميم الأوروبي خلال الندوات الدولية "التصميم من أجل ذواتنا المستقبلية" في الكلية الملكية للفنون في لندن ومعهد التصميم الهولندي في روتردام.

### 1994
صدر كتاب "التصميم العابر للأجيال: منتجات لفئة السكان المتقدمة في العمر" (بيركل 1994)، والذي يُعتبر العامل الرئيسي وراء الانتشار الواسع لمفهوم التصميم العابر للأجيال. قدّم الكتاب أول محتوى متخصص مع أمثلة مصورة للمنتجات والبيئات العابرة للأجيال، وعرض "استراتيجيات عملية استجابةً لشيخوخة السكان، إلى جانب دراسات حالة قائمة على فهم أفضل للقدرات المرتبطة بالعمر".
كما قدم المفهوم إلى مجتمعي التصميم وعلم الشيخوخة على المستوى الدولي، موسعًا الفكرة التقليدية لـ"الدعم البيئي" لتشمل بيئة المنتج، وأثار نقاشات أكاديمية ومقارنات مع مفاهيم ناشئة أخرى مثل: التصميم الشامل، التصميم للجميع، التصميم الشمولي، وتكنولوجيا الشيخوخة.

### 1995
تم عرض مفهوم التصميم العابر للأجيال في أولى سلسلة المحاضرات الدولية للخبراء العالميين، التي نظمها شبكة التصميم الأوروبية للشيخوخة، والتي أقيمت بشكل متتابع في خمس ندوات دولية "التصميم من أجل ذواتنا المستقبلية": الكلية الملكية للفنون – لندن (15 تشرين الثاني)، جامعة أيندهوفن للتكنولوجيا – أيندهوفن (16-19 تشرين الثاني)، معهد التصميم الهولندي – أمستردام (21 تشرين الثاني)، جامعة الفن والتصميم – هلسنكي (23-25 تشرين الثاني)، الكلية الوطنية للفنون والتصميم – دبلن (26-29 تشرين الثاني).

### 2000
قُدمت دراسة حالة بعنوان "المنزل العابر للأجيال: دراسة حالة في التصميم والبناء الميسر" في حزيران خلال مؤتمر "التصميم للقرن الحادي والعشرين: مؤتمر دولي عن التصميم الشامل" الذي عُقد في كلية رود آيلاند للفنون والتصميم، بروفيدنس، رود آيلاند.

### 2007
نشرت المعايير الرسومية المعمارية (الصادرة عن المعهد الأمريكي للمهندسين المعماريين، والمعروفة باسم "إنجيل المعماريين") دراسة حالة بعنوان "المنزل العابر للأجيال" ضمن قسم "التصميم الشامل". وُصفت الدراسة بأنها "استكشاف دقيق لكيفية خلق بيئة سكنية تخدم الصغار والكبار على حد سواء عبر الأجيال"، وتضمنت خططًا لتصميم الغرف والمطابخ وغرف الغسيل والحمامات الرئيسية وأحواض الغسل ذات الارتفاع القابل للتعديل والاستحمام الميسر.

### 2012
ساهم انتشار مفهوم التصميم العابر للأجيال في تقليل الميل إلى ربط العمر والإعاقة بالنقص أو الانحدار أو العجز، من خلال تقديم استجابة واعية للسوق لشيخوخة السكان والحاجة إلى بيئات معيشية وعملية يستخدمها الشباب وكبار السن على حد سواء.
يواصل التصميم العابر للأجيال الظهور كاستراتيجية متنامية لتطوير المنتجات والخدمات والبيئات التي تستوعب الناس من جميع الأعمار والقدرات. وقد تبنّت شركات كبرى مثل إنتل، مايكروسوفت، وكوداك هذا النهج، حيث تنظر إلى تطوير المنتجات "بنفس الطريقة التي تُصمم بها المنتجات للأشخاص ذوي الإعاقات البصرية والسمعية والجسدية"، ليتمكن الناس من جميع الأعمار من استخدامها.
تشير النقاشات بين المصممين والمسوقين إلى أن نجاح التصميم العابر للأجيال "يتطلب التوازن الصحيح بين البحث المبدئي، والتحليل العميق للعوامل البشرية، والاستكشاف المكثف للتصميم، والاختبارات، والكثير من التفكير لتحقيق النتيجة المثالية"، وأن "التصميم العابر للأجيال قابل للتطبيق في أي شركة منتجات استهلاكية – بدءًا من مصنّعي الأجهزة المنزلية إلى شركات الإلكترونيات وصانعي الأثاث ومطابخ الحمامات والشركات الاستهلاكية الرئيسية".